# 中国淡水蛏
中国淡水蛏（学名：Novaculina chinensis）为截蛏科淡水蛏属的动物，俗名淡水蛏、河蛏、蛏子，是中国的特有物种。分布于江苏等地，多见于河流与湖泊的泥底或沙底里。